# Curling ai Giochi olimpici
Il curling entrò a far parte dei Giochi olimpici invernali nell'edizione di Chamonix-Mont-Blanc 1924 solo nella versione maschile, competizione non considerata ufficiale dallo IOC ma in cui furono comunque assegnate medaglie, fu ripresentato più volte a scopo dimostrativo a Lake Placid 1932 e dopo una lunga assenza ancora a Calgary 1988 e ad Albertville 1992. Divenne ufficiale a tutti gli effetti a partire dalle Olimpiadi di Nagano 1998, consta di un evento femminile ed uno maschile. Il curling risulta molto affine allo stock sport (in tedesco eisstockschießen) che ebbe luogo come evento dimostrativo a Garmisch-Partenkirchen 1936 e a Innsbruck 1964. Un'ulteriore competizione, mista, dopo essere stata rifiutata per i Giochi di Vancouver 2010 è stata accettata nel 2015 per essere introdotta dall'edizione di Pyeongchang 2018.

## Medaglie assegnate
| Eventi    | 24 | 28 | 32 | 36 | 48 | 52 | 56 | 60 | 64 | 68 | 72 | 76 | 80 | 84 | 88 | 92 | 94 | 98 | 02 | 06 | 10 | 14 | 18 | 22 |
| --------- | -- | -- | -- | -- | -- | -- | -- | -- | -- | -- | -- | -- | -- | -- | -- | -- | -- | -- | -- | -- | -- | -- | -- | -- |
| Maschile  | •  |    |    |    |    |    |    |    |    |    |    |    |    |    |    |    |    | •  | •  | •  | •  | •  | •  | •  |
| Femminile |    |    |    |    |    |    |    |    |    |    |    |    |    |    |    |    |    | •  | •  | •  | •  | •  | •  | •  |
| Misto     |    |    |    |    |    |    |    |    |    |    |    |    |    |    |    |    |    |    |    |    |    |    | •  | •  |

## Medagliere
Aggiornato a Pechino 2022. Incluse le medaglie conquistate ai Giochi olimpici di Chamonix-Mont-Blanc 1924, segnate con un *.
| Pos | Nazione       | Oro | Argento | Bronzo | Totale |
| --- | ------------- | --- | ------- | ------ | ------ |
| 1   | Canada        | 6   | 3       | 2      | 11     |
| 2   | Svezia        | 3   | 3 *     | 3      | 9      |
| 3   | Gran Bretagna | 2 * | 1       | 1      | 4      |
| 4   | Svizzera      | 1   | 3       | 3      | 7      |
| 5   | Norvegia      | 1   | 2       | 2      | 5      |
| 6   | Stati Uniti   | 1   | 0       | 1      | 2      |
| 7   | Italia        | 1   | 0       | 0      | 1      |
| 8   | Corea del Sud | 0   | 1       | 0      | 1      |
| 8   | Danimarca     | 0   | 1       | 0      | 1      |
| 8   | Finlandia     | 0   | 1       | 0      | 1      |
| 11  | Cina          | 0   | 0       | 1      | 1      |
| 11  | Francia       | 0   | 0       | 1 *    | 1      |
| 11  | Giappone      | 0   | 0       | 1      | 1      |

## Impianti
| Edizione            | Città       | Impianto                              | Capacità |
| ------------------- | ----------- | ------------------------------------- | -------- |
| Nagano 1998         | Karuizawa   | Kazakoshi Park Arena                  | -        |
| Salt Lake City 2002 | Ogden       | The Ice Sheet                         | 2000     |
| Torino 2006         | Pinerolo    | Stadio Olimpico del ghiaccio          | 2000     |
| Vancouver 2010      | Vancouver   | Vancouver Olympic/Paralympic Centre   | 6000     |
| Soči 2014           | Soči        | Centro olimpico Cubo di ghiaccio      | 3000     |
| Pyeongchang 2018    | Pyeongchang | Centro curling di Gangneung           | 3500     |
| Pechino 2022        | Pechino     | Centro acquatico nazionale di Pechino | 17000    |

## Albo d'oro

### Maschile
| Edizione                                                   | Oro           | Argento       | Bronzo      |
| ---------------------------------------------------------- | ------------- | ------------- | ----------- |
| Chamonix-Mont-Blanc 1924                                   | Gran Bretagna | Svezia        | Francia     |
| Evento non incluso nel programma olimpico dal 1928 al 1994 |               |               |             |
| Nagano 1998                                                | Svizzera      | Canada        | Norvegia    |
| Salt Lake City 2002                                        | Norvegia      | Canada        | Svizzera    |
| Torino 2006                                                | Canada        | Finlandia     | Stati Uniti |
| Vancouver 2010                                             | Canada        | Norvegia      | Svizzera    |
| Soči 2014                                                  | Canada        | Gran Bretagna | Svezia      |
| Pyeongchang 2018                                           | Stati Uniti   | Svezia        | Svizzera    |
| Pechino 2022                                               | Svezia        | Gran Bretagna | Canada      |
| Nazione meglio premiata: Canada (3/2/1)                    |               |               |             |

### Femminile
| Edizione                                | Oro           | Argento       | Bronzo        |
| --------------------------------------- | ------------- | ------------- | ------------- |
| Nagano 1998                             | Canada        | Danimarca     | Svezia        |
| Salt Lake City 2002                     | Gran Bretagna | Svizzera      | Canada        |
| Torino 2006                             | Svezia        | Svizzera      | Canada        |
| Vancouver 2010                          | Svezia        | Canada        | Cina          |
| Soči 2014                               | Canada        | Svezia        | Gran Bretagna |
| Pyeongchang 2018                        | Svezia        | Corea del Sud | Giappone      |
| Pechino 2022                            | Gran Bretagna | Giappone      | Svezia        |
| Nazione meglio premiata: Svezia (3/1/2) |               |               |               |

### Doppio Misto
| Edizione                                         | Oro    | Argento  | Bronzo   |
| ------------------------------------------------ | ------ | -------- | -------- |
| Pyeongchang 2018                                 | Canada | Svizzera | Norvegia |
| Pechino 2022                                     | Italia | Norvegia | Svezia   |
| Nazioni meglio premiate: Canada e Italia (1/0/0) |        |          |          |